# Bela Herczeg
 (novembre 2020).
Bela Herczeg, né le 6 décembre 1911 à Budapest (Hongrie) et mort le 2 juin 2004 à Aix-en-Provence, est un footballeur et entraîneur hongrois, naturalisé français,. Il a été le premier entraîneur de l'histoire du Pau Football Club.

## Biographie
Au début de la saison 1956-1957, le patronage palois des Bleuets de Notre-Dame engage l’entraîneur hongrois Bela Herczeg, ancien joueur du MTK Hungaria FC et de clubs français (Montpellier, Sochaux, Grenoble, etc.) qui arrive en provenance de Hyères afin de succéder à Édouard Lassus au début de la saison 1957 - 1958.
Lors de la saison 1957-1958, les Bleuets de Pau obtiennent le titre de Champion de Division Honneur de la Ligue du Sud-Ouest en 1958 au goal-average face au Stade Montois, grâce à une victoire sur le score de 3 à 2 remportée face au Stade macaudais.
Lorsque les Bleuets deviennent le FC Pau en 1959, Herczeg devient alors le premier entraîneur de l'histoire du club.
En 1967, Herczeg fait monter l'AS Aix pour la première et dernière fois de son existence en première division.
Il meurt le 2 juin 2004 à l'âge de 92 ans.